# Register AC
Het Register AC is een Nederlands register, waarin controllers, accountingmanagers of financieel managers die voldoet aan criteria van opleiding, ervaring en functieniveau kunnen worden ingeschreven. De letters AC staan voor Accountingmanager-Controller.

## Titel
De AC-titel is een keurmerk dat door de Stichting Register AC (SRAC) is geregistreerd. Het mag alleen worden gevoerd door diegenen die zijn ingeschreven in het Register AC. In dat geval wordt het geschreven achter de naam, net als bij RA, AA en RC.

## Werkgebied
De meeste AC-controllers zijn werkzaam op management-niveau bij middelgrote en grote organisaties, bijvoorbeeld als Hoofd Financiële Zaken, Divisiecontroller of Financieel Directeur. 

## Historie
Het Register AC is eind jaren ´80 in het leven geroepen als keurmerk voor ervaren controllers met een post-HBO controllersopleiding. Naast kennis en ervaring is integriteit een kernbegrip bij de inschrijving. In 2005 is een nieuwe koers ingezet waarbij ook profiel, positie en het op peil houden van competenties centraal staan.